# 傅华亭
傅华亭（1898年—1954年6月4日），原名正舜，山东巨野人，中国政治人物。
傅华亭早年在冯玉祥部担任军需处长、兵站总监。此后曾任河南省财政厅厅长、天津市财政局局长，北平市财政局局长等职，还担任过陕西省企业公司总经理、北平唯一面粉厂总经理等。1948年加入中国国民党革命委员会，次年加入中国民主建国会。中华人民共和国成立后，出任华北行政委员会委员、北京市人民政府委员、全国工商联副主任委员、民建北京市分会主任委员、北京市工商联主任委员。1954年6月4日在北京市立第三医院病逝。